# Anselmo Alliegro y Milá
Anselmo Alliegro y Milá (16 tháng 3 năm 1899 – 22 tháng 11 năm 1961) là chính khách người Cuba, từng giữ chức Quyền Tổng thống Cuba trong một ngày (1 – 2 tháng 1 năm 1959) sau khi Fulgencio Batista rời khỏi nước này.
Trước đây ông giữ chức Chủ tịch Thượng viện Cuba từ tháng 2 năm 1955 đến ngày 1 tháng 1 năm 1959. Ông còn giữ chức Thủ tướng Cuba năm 1944. Ông còn là Thị trưởng thị trấn Baracoa, Dân biểu Quốc hội Cuba qua các năm 1925, 1940 và 1945; Bộ trưởng Bộ Thương mại năm 1942, Bộ trưởng Bộ Giáo dục và Bộ trưởng Bộ Nhà ở.
Alliegro là con trai của cặp vợ chồng là Miguel Alliegro Esculpino người Ý và Donatila Milá người Tây Ban Nha. Ông kết hôn với Ana Durán và có một người con tên là Anselmo Leon Alliegro Jr. Ông cũng có một cô con gái tên gọi Rosa Maria "Polita" Alliegro y Sanchez, từ cuộc hôn nhân trước với Rosa M. Sanchez và một đứa con riêng mang tên Alfredo G. Duran từ cuộc hôn nhân đầu tiên của người vợ đầu Ana Durán.